# Титан (фильм, 2018)
«Титан» (англ. The Titan) — научно-фантастический триллер 2018 года, в котором снялись Сэм Уортингтон, Тейлор Шиллинг, Том Уилкинсон.

## Сюжет
2048 год. Земля перенаселена и охвачена военными конфликтами. Поскольку прекратить военные действия и попытаться восстановить биосферу планеты слишком сложно, учёные рассматривают более простой способ решения проблемы — переселение человечества на другую планету. В качестве главного кандидата рассматривается луна Сатурна — Титан. Терраформирование Титана займёт сотни лет, и такого времени у человечества нет, а потому профессор Мартин Коллингвуд предлагает другое решение проблемы: адаптация человеческого тела к условиям Титана.
Рик Янссен, лётчик-истребитель, имеющий опыт выживания в пустыне, добровольно участвует в эксперименте на четырнадцати испытуемых. Вместе с испытуемыми на базе НАТО проживают их семьи: так, вместе с Риком в исследовательском центре Титан I живут его жена Эбигейл (бывший педиатр, а ныне медицинский исследователь) и их сын Лукас. Первоначальные результаты эксперимента многообещающие: Рик и другие получают способность плавать с невероятной скоростью и оставаться под водой на длительное время, становятся невосприимчивы к холоду. Есть и побочные эффекты: у них выпадают волосы, испытуемый Зейн страдает вспышками ярости, а другая из подопытных умирает в судорогах. Это тревожит всех испытуемых, в том числе Рика, но он не поддаётся панике. Чтобы улучшить своё самочувствие, Рик всё больше времени проводит на дне бассейна. Его подруга Талли говорит о том, что мечтает о ребенке, а в условиях Земли только участие в эксперименте может дать ей на это разрешение.
Беспокойство Эбигейл усиливается, и она начинает экспериментировать с образцом его крови, обнаруживая, что она содержит признаки неизвестного живого существа. Рику проводят операцию на роговице, чтобы приспособить его глаза к слабому освещению на Титане. Когда у него позже возникают осложнения, Эбигейл обвиняет Коллингвуда, что он рассказывает об эксперименте далеко не всё. Профессор раскрывает сущность эксперимента: помимо ввода земных препаратов, в тело подопытных введены образцы ДНК существа с Титана, что в теории может вызвать принудительную мутацию и ускоренную адаптацию человеческого организма к условиям Титана.
Зейн снова впадает в ярость и выбрасывает свою жену Рэйен в окно, от полученных травм Рэйен умирает на месте, а Зейна вынуждены застрелить. Эбигейл крайне встревожена судьбой своего мужа, а потому пробирается в офис Коллингвуда. Здесь она находит рапорты о вскрытии многочисленных умерших подопытных, которые должны были превратиться в новый вид, который профессор назвал Homo Titaniens. Эбигейл требует объяснений происходящего. Коллингвуд признаётся, что на самом деле не знает, кем в конечном итоге станут выжившие субъекты. Тем не менее, Рик готов идти до конца.
Тем временем Коллингвуд проводит конференцию с руководителями НАСА, которые крайне недовольны экспериментами и прекращают финансирование проекта. Это вынуждает профессора пойти на крайние меры, чтобы продемонстрировать эффективность его методики. Рик подвергается последней и самой серьёзной операции и завершает трансформацию. Он и Талли полностью превратились в Homo Titaniens. Эбигейл приходит в ужас, когда видит окончательную форму Рика, который к тому же теряет способность говорить на человеческом языке, общаясь на низкой частоте, которую человеческий слух не воспринимают. Сознание Рика никак не трансформировалось, он по-прежнему узнаёт свою жену и по-прежнему любит свою семью. 
Профессор отпускает их к своим семьям. Талли убивает своего мужа и приходит к Рику. Военная полиция окружает дом и убивает Талли. Рик, понимая, что может быть опасен для своей семьи, убегает. Военные безрезультатно ищут его, но только Эбигейл знает, где его найти — на холме, который очень нравился Рику раньше. Только благодаря тому, что Рик больше не скрывается, военный вертолёт находит их и обстреливает дротиками со снотворным.
Эбигейл просыпается в больнице. Профессор говорит ей, что Рик уже давно пришёл в себя, но находится в критическом состоянии из-за его несовместимости с атмосферой Земли. В то же время он не хочет покидать Землю, так как слишком сильно привязан к своей семье. Профессор предлагает решение — ввести в тело Рика препарат, результатом которого будет химическая лоботомия, в которая сотрёт все его воспоминания. Эбигейл делает вид, что соглашается, однако вместо этого она вводит в тело Рика безвредный раствор. С помощью доктора Фрейи, помощницы Коллингвуда, им удается сбежать и спасти раненного в перестрелке с солдатами Рика, пока их не окружают Коллингвуд и его люди. Коллингвуд приказывает убить их, но полковник отказывается выполнять приказ и арестовывает Коллингвуда.
Эбигейл и доктор Фрейя стали исследователями на объекте Titan II, используя более этические методы, чем Коллингвуд. Рик всё-таки отправился на Титан и теперь исследует его, используя выросшие в процессе мутации крылья.

## В ролях
| Актёр                | Роль              |
| -------------------- | ----------------- |
| Сэм Уортингтон       | Рик Янссен        |
| Тейлор Шиллинг       | Абигейл Янссен    |
| Том Уилкинсон        | Мартин Коллингвуд |
| Агнесс Дейн          | Фрея Аптон        |
| Натали Эммануэль     | Талли Рутерфорд   |
| Кори Джонсон         | Джим Петерсен     |
| Диего Бонета         | Икер Эрнандес     |
| Александар Йованович | Юган Вернер       |
| Ноа Джуп             | Лукас Янссен      |

## Создание фильма

### Производство
Съёмки фильма проходили в Испании.

### Съёмочная группа
- Кинорежиссёр — Леннарт Рафф
- Сценарист — Макс Хурвиц, Араш Амель
- Кинопродюсер — Араш Эмель, Фред Бергер, Леон Кларенс, Брайан Кавано-Джонс, Бен Пью
- Композитор — Фил Эйслер
- Кинооператор — Ян-Марчелло Кал
- Киномонтаж — Энн-Каролин Бизенбах
- Художники-постановщики — Джулиан Р. Вагнер
- Арт-директор — Джемма Фория
- Подбор актёров — Диего Бетанкор, Джули Хэркин[2].

## Отзывы и оценки
Фильм получил негативные отзывы. На сайте Rotten Tomatoes оценка картины составляет 19 % на основе 27 отзывов от критиков (средняя оценка 3,7/10) и 15 % от зрителей со средней оценкой 1,9/5 (715 голосов). Фильму засчитан «гнилой помидор» от кинокритиков и «рассыпанный попкорн» от зрителей, Internet Movie Database — 5,0/10 (5 032 голоса).